# Comè
Comè es una comuna beninesa perteneciente al departamento de Mono.
En 2013 tiene 79 989 habitantes, de los cuales 42 586 viven en el arrondissement de Comè.
Se ubica en la orilla suroccidental del lago Ahémé.

## Subdivisiones
Comprende los siguientes arrondissements:
- Agatogbo
- Akodéha
- Comè
- Ouèdèmè-Pédah
- Oumako